# 騰黃

圖出自《古今圖書集成·博物彙編·禽蟲典·第八十九卷》。

明朝，胡文煥《山海经图》。

騰黃，又名乘黃、飛黃、古黃、翠黃，中國神話中的神獸，是吉祥的象徵，據說出生在日本。常與吉光混淆在一起。

## 外觀
騰黃的外型有兩種說法。一說，它是一種像是狐狸的野獸，背上長有像龍的翅膀與角，騎乘過它的人壽命可以增長至二千歲。另一個說法認為它長得像馬。

## 民間說法
民間有個成語「飛黃騰達」，以騎上騰黃，來形容一個人步步高昇，得到很高的位置或名聲。